# بری وانگ
بری وانگ (انگلیسی: Barry Wong؛ ‏ ۲۰ نوامبر ۱۹۴۶ – ۱۶ اکتبر ۱۹۹۱) بازیگر، فیلم‌نامه‌نویس و تهیه‌کننده فیلم اهل تایوان بود.
از فیلم‌ها یا برنامه‌های تلویزیونی که وی در آن نقش داشته‌است، می‌توان به قاتل، جوانک تبتی، برندگان و گناهکاران، چشمک بزنید، چشمک بزنید، ستاره‌های شانس، اژدهای دوقلو، جزیره آتش، رزا، ستاره‌های شانس من و ارباب اژدها اشاره کرد.